# Flakartillerie-Kommandeur beim Luftgau VI
Der Flakartillerie-Kommandeur beim Luftgau VI war eine Dienststelle der deutschen Luftwaffe während des Zweiten Weltkrieges auf Divisionsebene. Die Aufstellung erfolgte am 15. Januar 1940. Am 15. Mai 1940 wurde die Dienststelle dann abgewickelt. Einziger Divisionskommandeur war General der Flakartillerie Alfred Haubold mit Gefechtsstand in Münster. Die Aufgabe des Flakartillerie-Kommandeurs im Luftgau VI bestand in der operativen Führung aller in diesem Bereich stationierten Flakverbände. Als einzigem Großverband unterstand ihm dabei das Luftverteidigungskommando 4.